# Local Management Interface
Local Management Interface (LMI, česky místní rozhraní pro správu) je název pro některé signalizační normy používané v sítích Frame Relay a Carrier Ethernet.

## Frame Relay
LMI je sada signalizačních norem mezi routery a přepínači Frame Relay. Komunikace se uskutečňuje mezi routerem a prvním přepínačem Frame Relay, který je k roteru připojen. LMI slouží k výměně informací o keepalive zprávách, globálním adresování, IP multicastu a stavu virtuálních okruhů.
Existují tři standardy pro LMI:
- Používající DLCI 0:[1]
  - Podle normy ANSI T1.617 Annex D
  - Podle normy ITU-T Q.933 Annex A
- Používající DLCI 1023:
  - Norma sdružení nazývaného „Gang of Four“ tvořeného společnostmi Cisco Systems, DEC, StrataCom a Nortel[1]

## Carrier Ethernet
Ethernet Local Management Interface (E-LMI) je protokol pro provoz, správu a řízení (OAM) na ethernetové vrstvě definovaný pro sítě Carrier Ethernet organizací Metro Ethernet Forum (MEF). Poskytuje informace, které umožňují automatickou konfiguraci zařízení na hraně sítě zákazníka (anglicky customer edge, CE).